# Fiat Arsenale
Il Fiat Arsenale è un modello di autoblindo realizzata nell'Arsenale Militare di Torino sul telaio dell'autocarro Fiat 15 bis.
Il mezzo fu impiegato nella guerra italo-turca del 1911-1912, conosciuta anche come campagna di Libia; fu la prima volta che l'automobile veniva utilizzata come mezzo di offesa dal Regio esercito italiano.